# Funny Boy
Funny Boy är en musikal av Povel Ramel och Hasse Ekman, uppförd 1958–1959 i produktion av Knäppupp AB. Manuset skrevs av Ramel och Ekman. Ramel stod för all musik och alla sångtexter, medan Ekman svarade för regin. Yngve Gamlin stod för dekor och kostymer och Carl Gustaf Kruuse för koreografin.
Det är från "Funny Boy" som den klassiska sketchen om Fingal Olsson kommer. Den handlar om att riddaren Bertrand Tre Ripor (Martin Ljung) försöker få prinsessan (Gunwer Bergkvist) att skratta, vilket ingen tidigare lyckats med. Numret var inte med från början, då Martin Ljung i stället drog ett par dåliga vitsar som uppenbarligen inte fångade publikens intresse. Följden blev att Hans Alfredson och Tage Danielsson slog sina kloka huvuden ihop och presenterade monologen om Fingal Olsson, vilken blev en av föreställningens höjdpunkter.
Funny Boy spelades på Knäppupps hemmascen Idéonteatern vid Brunkebergstorg i Stockholm 6 december 1958–15 april 1959 och gick därefter ut på tältturné över hela Sverige den 9 maj–25 september 1959.

## Rollista (i den ordning de framträder)
- Greg Johnston (Tosse Bark)
- Jonathan Blake, också känd som Funny Boy (Povel Ramel)
- Lorry Domingo (Brita Borg)
- Miss Tid (Sangrid Nerf)
- Miss Rum (Lena Dahlman)
- Gottwolf Kleminger (Sigge Fürst; under tältturnén: Alf Östlund)
- Briskwater (Oscar Rundqvist)
- Munro Slinton (Göthe Grefbo)
- Miss Morton (Marie Ahlstedt)
- Canemus (Martin Ljung)
- Therina Buhr (Gunwer Bergkvist)
- Egenolf (Berndt Westerberg)
- Snoke Buhr (Torsten Lilliecrona; under tältturnén: Börje Nyberg)
- Hermosyne Buhr (Brita Borg)
- Gemén (Martin Ljung)
- Claes Casper Curant på Slanthamra (Oscar Rundqvist)
- Claes Casper Curant d.y. på Slanthamra (Tosse Bark)
- Benjamin Tottum (Torsten Lilliecrona; under tältturnén: Börje Nyberg)
- Jack Uteätaren (Berndt Westerberg)
- Hamock (Göthe Grefbo)
- En blek kock (Bengt Berger)
- Zamora (Brita Borg)
- Sluskas (Oscar Rundqvist)
- Vanliga Valle (Tosse Bark)
- Cluck (Gunwer Bergkvist)
- Svarta Malin (Martin Ljung)
- Krum (Torsten Lilliecrona; under tältturnén: Börje Nyberg)
- Kruxia (Brita Borg)
- Krusidull (Gunwer Bergkvist)
- Tröttsam (Berndt Westerberg)
- Härolden (Bengt Berger)
- Bödeln (Oscar Rundqvist)
- Gränsvakten (Tosse Bark)
- Helmer Hufva (Göthe Grefbo)
- Riddar Bertrand Tre Ripor (Martin Ljung)
- Jenny-Rose (Marie Ahlstedt)
- Farmor (Torsten Lilliecrona; under tältturnén: Börje Nyberg)
- Mrs. Myra Skipaway (Martin Ljung)
- med flera[2]

## Musiknummer
- The Funny Boy Show (Jonathan Blake med flera)
- The Purjolök Song (Jonathan Blake)
- Liten idyllvisa (Therina)
- Tänk dej en strut karameller (Therina och Jonathan Blake)
- Stackars Gottwolf (Gottwolf)
- Gift, gift, gift (Therina)
- Gift, gift, gift (skilsmässoversionen) (Hermosyne)
- Bara spöken! (Jonathan Blake)
- Banne mej (Zamora)
- Svarta Malin (Svarta Malin)
- Vårt bästa gästabud (Jonathan Blake med ensemblen)
- Skratt (Jonathan Blake)
- På kreatursmässan uti Humbleberry-Piggy-Peg (Jenny Rose, Greg Johnston)[2]